# Benjamina Karić
Benjamina Karić (8. dubna 1991, Sarajevo, SFRJ) je politička z Bosny a Hercegoviny, bývalá primátorka Sarajeva a členka rady místní části (općiny) Novo Sarajevo.

## Biografie
Benjamina Karić se narodila 8. dubna 1991 v Sarajevu v SR Bosně a Hercegovině v SFR Jugoslávii bosenskomuslimskému otci Hasanu Londrcovi a srbské matce Brance rozené Đinđić. Vystudovala souběžně práva a historii na dvou fakultách Univerzity v Sarajevu. Získala Stříbrnou medaili Univerzity v Sarajevu za mimořádné výsledky ve vysokoškolském studiu a studiu postgraduálním. Napsala 50 publikací, knih, článků a překládala z latiny do bosenštiny. Byla nejmladší doktorkou práv v zemi. V roce 2009 vstoupila do Sociálnědemokratické strany Bosny a Hercegoviny a ve věku pouhých 18. let se stala místopředsedkyní strany.
Po komunálních volbách v Bosně a Hercegovině v roce 2020 se měl stát nejvyšším představitelem hlavního města Bogić Bogićević, bývalý člen předsednictva SFRJ z přelomu 80. a 90. let. Vzhledem ke konfliktu ve vládnoucí koalici se ale rozhodl se o tuto funkci neucházet. Díky tomu se otevřela příležitost pro Karić, která se stala kandidátkou na primátorku na jaře 2021. Ve funkci nahradila Abdulaha Skaku a historicky se stala druhou ženou v této pozici, po Semize Borovac, která zastávala pozici primátorky v letech 2005 až 2009.
V červnu 2021 navštívila Banja Luku, druhé největší město státu, kde se setkala s primátorem Draškem Stanivukovićem. Jednalo se o první schůzku nejvyšších představitelů obou měst po 26 letech a od konce války. Později podepsala se starostou Východního Sarajeva, Ljubišou Ćosićem memorandum o výstavbě cyklostezky, která měla spojit hlavní město s nedalekým Pale v Republice srbské. Iniciovala rovněž projekt obnovy hvězdárny Bistrik Kula na vrcholu Trebević.
V listopadu 2024 ji vypršel mandát primátorky. Od té doby působí jako starostka v místní části Novo Sarajevo.

## Osobní život
Karić je vdaná a má jedno dítě. Žije se svojí rodinou v Sarajevu. Z cizích jazyků ovládá angličtinu a němčinu. Je z etnicky smíšené rodiny.